# Cassique montagnard
Cacicus chrysonotus
Espèce
Statut de conservation UICN

 LC  : Préoccupation mineure
Le Cassique montagnard (Cacicus chrysonotus) est une espèce de passereaux de la famille des ictéridés qui se trouve en Amérique du Sud.

## Distribution

Cassique montagnard
Cassique à bec blanc

Le Cassique montagnard occupe une bande étroite le long des Andes entre 1800 et 3300 m d’altitude au Pérou et en Bolivie.

## Habitat
Le Cassique montagnard fréquente les forêts humides de montagne et les forêts de nuage dans les zones subtropicales et tempérées. Il affectionne les bosquet de bambou du genre Chusquea.

## Systématique
Certaines classifications regroupent le Cassique montagnard et le Cassique à bec blanc en une seule espèce.
D'après Alan P. Peterson, il existe les deux sous-espèces suivantes :
- Cacicus chrysonotus chrysonotus  (Orbigny & Lafresnaye) 1838
- Cacicus chrysonotus peruvianus  Zimmer 1924